# François Langelier

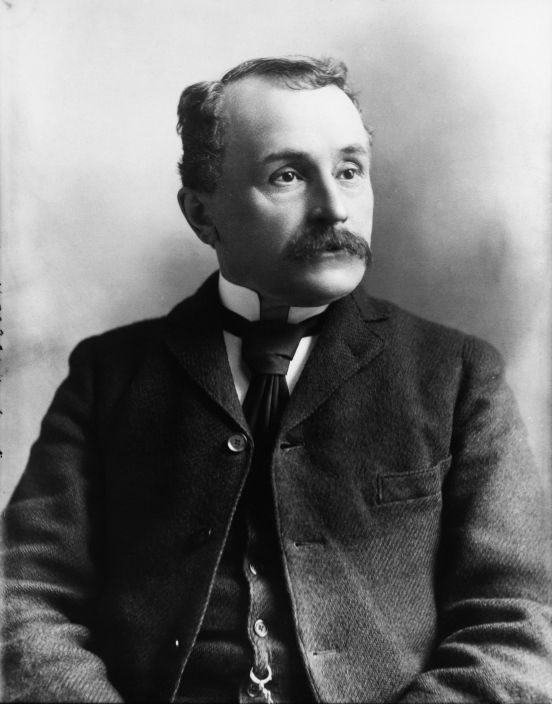
François Langelier

Sir François Langelier, KCMG (* 24. Dezember 1838 in Sainte-Rosalie, Niederkanada; † 8. Februar 1915 in Sillery, Québec) war ein kanadischer Politiker und Rechtswissenschaftler. 1873–75 und 1878–81 war er Abgeordneter der Nationalversammlung von Québec, von 1884 bis 1898 liberaler Abgeordneter des kanadischen Unterhauses. Darüber hinaus war er von 1882 bis 1890 Bürgermeister der Stadt Québec. Schließlich amtierte er von 1911 bis zu seinem Tod als Vizegouverneur der Provinz Québec.

## Biografie
Langelier studierte Recht an der Université Laval und erhielt 1861 die Zulassung als Rechtsanwalt. Bevor er seine berufliche Tätigkeit aufnahm, absolvierte er ein Nachdiplomstudium in Paris. Da er einer der wenigen Juristen Niederkanadas mit Auslandserfahrung war, ernannte ihn die Rechtsfakultät der Université Laval nach seiner Rückkehr zum Professor. Dort lehrte er 1863 bis 1866 Privatrecht, 1865 bis 1873 Römisches Recht, 1866 bis 1888 Verwaltungsrecht, und 1872 bis 1915 wieder Privatrecht. Außerdem unterrichtete er politische Ökonomie und war Mitglied des Universitätsrates.
1873 kandidierte Langelier für die Parti libéral du Québec bei einer Nachwahl um einen Sitz in der Nationalversammlung von Québec und wurde im Wahlbezirk Montmagny gewählt. 1875 verlor er seinen Sitz an einen konservativen Gegner, trat aber 1878 wieder an und war im Wahlbezirk Portneuf erfolgreich. Premierminister Henri-Gustave Joly de Lotbinière nahm ihn im Màrz 1878 in sein Kabinett auf. Zunächst war Langelier Kommissar des Kronlandes, ein Jahr später übernahm er das Schatzamt. Im Oktober 1879 mussten die Liberalen in die Opposition, 1881 verlor Langelier seinen Sitz.
Seit 1880 gehörte Langelier dem Rat der Stadt Québec an. 1882 wurde er zum Bürgermeister gewählt und blieb bis 1890 im Amt. Während dieser Zeit erhielten die ersten Straßen einen Asphaltbelag und erfolgte die Einführung der Elektrizität. Langelier war nicht nur in der kommunalen, sondern auch in der Bundespolitik aktiv. Als Kandidat der Liberalen Partei Kanadas trat er 1884 mit Erfolg zu einer Nachwahl im Wahlbezirk Lac-Mégantic an. Ab 1887 vertrat er den Wahlbezirk Québec-Centre.
Im Januar 1898 trat Langelier als Unterhausabgeordneter zurück und wurde zum Richter am Obersten Gerichtshof Québecs ernannt. Generalgouverneur Lord Grey vereidigte ihn am 6. Mai 1911 als Vizegouverneur von Québec. Dieses repräsentative Amt übte er bis zu seinem Tod aus.
Nach ihm ist eine Metrostation in Montreal benannt.
Sein jüngerer Bruder Charles Langelier war ebenfalls Unterhausabgeordneter.